# Бондаренко Ніна Петрівна
Бо́ндаренко Ні́на Петрівна (нар. 27 березня 1941, Київ) — українська художниця, член національної спілки художників України з 1970 року, майстер декоративно-прикладного мистецтва, знаний живописець-пейзажист.

## Життєпис
Ніна Бондаренко/ Муненко/ Музиченко народилася 27 березня 1941 року в Києві та провела своє дитинство на Подолі. З 1956 по 1961 рік навчалася в Київському училищі прикладного мистецтва, (нині — Київський державний інститут декоративно-прикладного мистецтва і дизайну ім. М. Бойчука), відділ художнього текстилю, спеціальність — художнє ткацтво, фах- художній текстиль. Серед викладачів були: І. Сібіберт, В. Садов, С. Нечипоренко, Н. Вовк, П. Глущенко, Е. Святський, А. Казанцев, Н. Танашева. Після навчання в університеті, за розподілом працювала на Дарницькому ордена Леніна шовковому комбінаті (ДШК), в галузі декоративно-прикладного мистецтва (художній текстиль), на посаді провідного художника спеціаліста — набійки промислового художнього текстилю штучного шовку, протягом 35 років до 1996 року. За час роботи на ДШК Ніна виготовила унікальну колекцію зразків національних орнаментів української ручної вибійки, здійснила художнє оформлення музею М. Заньковецької (декор. панно-батик «Джерело», 1989; ширма «Пастораль», Київ. 1989); К. Білокур (батик «Садок», м. Яготин, 1990).
З 1991 року основним напрямком творчості стає пленерний живопис пейзажів Криму, Атлантичного океану, Тунісу, Києва, Карпат та українського села. За 2018—2021 роки, за спогадами, створила серію живописних картин «Весна в Криму».
Свої картини на зворотній стороні підписує трьома прізвищами: Ніна Бондаренко, Музиченко, Муненко.

## Виставки
З 1963 року бере участь у багатьох республіканських, всесоюзних, всеукраїнських та міжнародних художніх та галузевих виставках. Загальна кількість виставок за участі Бондаренко Ніни Петрівни перевищує 120.

### Персональні
- 1994 Sasak Gallery Design Center Plaza Building. Персональна виставка живопису та батика. Сієтл, США.
- 1994 Sasak Gallery Art Buyer's Caravan, Washington Stat Convention and Trade Center. «Київська колекція». Батик, шовк. Персональна виставка. Сієтл, США.
- 1994 Sasak Gallery Персональна виставка батика. Ванкувер, Канада.
- 2003 Pink Bridge Art Gallery виставка родини Бондаренків. Філадельфія, США.
- 2004 Персональна виставка живопису «Свет сердца» в рамках проекту «MARINA-2004», присвяченого 210-річчю міста Одеси та Одеського морського торговельного порту. Морська Арт Галерея.
- 2005 Родинна виставка сім'ї Бондаренко «Я+Н+Л» Національний музей українського народного декоративного мистецтва м. Київ, Україна.
- 2008 Персональна виставка живопису «Очима Серця». Росія, Москва, «Культурний центр України в Москві».
- 2010 Персональна виставка живопису «Сонячний шлях»[2] НСХУ м. Запоріжжя, Україна.
- 2011 Персональна виставка живопису до 70 річчя з дня народження «Віддзеркалення променю» центральна зала НСХУ м. Київ
- 2012 Персональна виставка живопису «Путь з Подолу»[3] Музей сучасного мистецтва України, м. Київ.
- 2013 Виставка родини Бондаренків «Крізь час». Україна, с. Суми. Комунальна установа "Агенція промоції «Суми» Сумської міської ради.
- 2016 Artexpo NEW YORK [Архівовано 13 жовтня 2016 у Wayback Machine.]. April, 14 — 17, 2016.
- 2016 Персональна виставка живопису " Промінь в інтер'єрі " 12 — 26 травня 2016. Мистецький центр " Шоколадний будинок " філія КНМРМ.
- 2016 Національний історико-культурний заповідник «Качанівка». Дирекція художніх виставок України представляють: виставка творів НІНИ БОНДАРЕНКО «НЕПРИБОРКАНА СТИХІЯ». «Адже в природі йде незриме шумування, зростає таїна, чекає квітування»
- 2016 Міністерство культури України, Національний заповідник «Софія Київська» Дирекція художніх виставок України представляють виставковий проект «КРЕЩЕНДО» Орнамент, Художній текстиль, Живопис. авт. творів Ніна Бондаренко. Виставка експонується з 9 по 25 вересня 2016 у виставкових залах «Хлібня», Національний заповідник «Софія Київська», вул. Володимирська, 24.
- 2018 Персональна виставка живопису «Осяяння». Художні виставкові зали Енергодарської міської ради. Дирекція художніх виставок України.
- 2020 Персональна виставка живопису «Живописні парадизи». Дніпропетровська філармонія ім. Л. Б. Когана. Дирекція художніх виставок України.[4]
- 2021 Персональна виставка живопису «Весна в Криму. Крим — Україна 2014—2021 (зі спогадів)», присвячена до 80-річчрниці з дня народження, та 60-річчю творчої діяльності. Експозиція виставки представлена в залах Національного музею «Київська картинна галерея», мистецький центр «Шоколадний будинок», місто Київ, вул. Шовковична 17/2.[5]
- 2021 Персональна виставка живопису «Мій Крим. Крим — Україна», присвячена 30-ій річниці Дня Незалежності України. Експозиція була представлена в Великій Лаврській дзвіниці, місто Київ, вул Лаврська.[6]
- 2024 Персональна виставка текстильного живопису «Крила України». Експозиція була представлена в Національному музеї декоративного мистецтва України, місто Київ, вул Лаврська.[7]

### Сумісні

#### Закордонні
- 1967 Всесвітня виставка «Експо-67». м. Монреаль, Канада.
- 1994 «MALL GALLERIS», Лондон, Англія [Архівовано 5 травня 2022 у Wayback Machine.]. 1995 Art-95. Bardonia. Нью-Йорк, США.
- 2004 Сучасне декоративне мистецтво України. Штаб-квартира ЮНЕСКО.
- 2004 Міжнародний живописний пленер «Мещерские дали 2004». Виставка живопису, краєзнавчий музей, м. Касімов, Росія [Архівовано 29 травня 2022 у Wayback Machine.].
- 2009 Польсько-український пленер. с. Котани, Польща.
- 2010 Міжнародний живописний пленер «Мещерские дали 2010». пос. Солотча, Росія[ru].
- 2011 9-й Міжнародний живописний пленер «Festival International des Arts Plastiques de Monastir». 12.09.-22.09.2011 Монастір, Туніс.
- 2011 6-й Міжнародний живописний пленер. 14.10.-28.10.2011 Drienica, Slovenska republika
- 2012 10-й Міжнародний живописний пленер «Festival International des Arts Plastiques de Monastir». 2.09.-12.09.2012 Монастір, Туніс.
- 2013 11-й Міжнародний живописний пленер «Festival International des Arts Plastiques de Monastir». 09.2013 Монастір, Туніс.
- 2014 12-й Міжнародний живописний пленер «Festival International des Arts Plastiques de Monastir». 09.2014 Монастір, Туніс.
- 2015 Expo — Milano 2015, Італія.
- 28.08.2016 — 06.09.2016. Rencontres Internationales AI Maken Gafsa, Туніс.
- 2018 Виставка сучасного українського мистецтва «Живописна Україна»[8]. Музей Траса Шевченка, Торонто, Канада.

#### В Україні
- 1963 Республіканська виставка декоративно-прикладного мистецтва. Республіканський виставочний павільйон (РВП), м. Київ.
- 1964 Ювілейна художня виставка, присвячена 150 — річчю від дня народження Т. Г. Шевченка, РВП, м. Київ.
- 1967 Республіканська ювілейна виставка Українського народного декоративного мистецтва. РВП, м. Київ.
- 1968 Всесоюзна виставка декоративно-прикладного мистецтва. Манеж, Москва, СРСР.
- 1970 Республіканська ювілейна виставка Українського народного декоративного мистецтва. РВП, м. Київ.
- 1970 Всесоюзна творча група художників декоративного мистецтва. Звітна виставка. Будинок творчості ім. Коровіна. м. Гурзуф, Крим.
- 1970 Республіканська ювілейна виставка народного декоративного мистецтва, до 100-річчя від дня народження В. І. Леніна. РВП, м. Київ.
- 1971 «Художниці Києва». Виставковий зал СХУ, м. Київ.
- 1972 Виставка народного декоративного мистецтва Української РСР, присвячена 50-річчю утворення СРСР. РВП, м. Київ.
- 1973 Виставка народного декоративного мистецтва Української РСР, присвячена 50-річчю утворення СРСР. РВП, м. Київ.
- 1973 Перша Всесоюзна виставка. Художнє оформлення виробів легкої промисловості. ВДНГ, Москва, СРСР.
- 1974 Перша Всесоюзна виставка. Художнє оформлення виробів легкої промисловості. ВДНГ, Москва, СРСР.
- 1975 Всесоюзна творча група березень — квітень — 75. Звітна виставка. Будинок творчості ім. Коровіна. Гурзуф, Крим.
- 1976 Художня виставка «Слава праці», присвячена 25 з'їзду КПРС, України. РВП, м. Київ.
- 1977 Республіканська художня виставка «Ленінським шляхом», присвячена 60-річчю Великої Жовтневої соціалістичної революції. РВП, м. Київ.
- 1977 «Київ соціалістичний». РВП, м. Київ.
- 1978 Всесоюзна творча група художників — ветеранів Великої Вітчизняної війни і художників декоративного мистецтва. «Весна–78» Будинок творчості ім. Коровіна. м. Гурзуф, Крим.
- 1980 Всесоюзна виставка декоративно-прикладного мистецтва. Манеж, Москва, Росія.
- 1981 Республіканська художня виставка «Ми будуємо комунізм» присвячена 26 з'їзду КПРС України. РВП, м. Київ.
- 1982 Декоративно-прикладне мистецтво України ЦБХ, Москва, Росія.
- 1982 Виставка творів художників РРФСР, УРСР, БРСР присвячена 1500- річчю м. Києва. РВП, м. Київ.
- 1985 Образотворче мистецтво України. Манеж, Москва, Росія.
- 1986 Республіканська виставка декоративно-прикладного мистецтва. Виставочний зал СХУ, м. Київ.
- 1987 Перший Всесоюзний симпозіум художників — модельєрів. «Талінські дні моди–87» палац культури та спорту м. Таллінн. Естонія.
- 1990 Виставка творів майстрів українського образотворчого мистецтва до 90-річчя від дня народження К. Білокур. Яготинський історичний музей, м. Яготин, Київська обл.
- 1990 Київський художній ярмарок-1 Культурно-мистецький центр «Українській Дім», м. Київ.
- 1990 «ВЕСНА-90», Будинок творчості художників ім. К. Коровіна, м. Гурзуф, АР Крим.
- 1991 «ВЕСНА-91», Будинок творчості художників ім. К. Коровіна, м. Гурзуф, АР Крим.
- 1992 «Пейзаж класичний і новітній» СХУ м. Київ.
- 1992 «Оксамитовий сезон–92» Культурно-мистецький центр «Українській Дім», м. Київ.
- 1994 «Київський художній ярмарок-1», Культурно-мистецький центр «Український Дім», м. Київ.
- 1995 Всеукраїнська виставка до 50-річчя Перемоги, БХ, м. Київ.
- 1996 Персональна виставка «21-ша весна Південноукраїнська». БК. м. Південноукраїнськ, Миколаївська обл.
- 1996—1999 «Осінній салон». БХ, м. Київ.
- 1997, 1998 «Мистецтво на перехрестях часу». Творче об'єднання «3олоті ворота». Культурно-мистецький центр «Українській Дім», м. Київ.
- 1997 Міжнародна виставка «Дім і стиль». Культурно-мистецький центр «Українській Дім», м. Київ.
- 1997 Міжнародний «ART-фестиваль Київ-97». Культурно — мистецький центр «Українській Дім», м. Київ.
- 1997 «Імідж і престиж–97». Культурно-мистецький центр «Українській Дім», м. Київ.
- 1998 Християнські мотиви в творчості сучасних київських художників. КМГМ «Лавра», м. Київ.
- 1998 «Мальовнича Україна». НСХУ, м. Київ.
- 1998, 2001 Всеукраїнська триєнале живопису. БХ, м. Київ.
- 1998 «Розмаїття кольорів». КМГМ «Лавра», м. Київ.
- 1998 Ювілейна всеукраїнська художня виставка з нагоди 60-річчя заснування Спілки художників. БХ, м. Київ.
- 1998 60-річчя Київської організації Національної спілки художників України. БХ, м. Київ.
- 1999 Бізнес-центр Посольства США, м. Київ.
- 1999 Всеукраїнський різдвяний салон декоративно-ужиткового мистецтва. БХ, м. Київ.
- 2000 Міжнародний «V ART фестиваль». Культурно-мистецький центр «Українській Дім», м. Київ.
- 2000 Виставка образотворчого мистецтва «Японія — Україна» Державний музей українського народного декоративного мистецтва, м. Київ.
- 2001 «Жінки України — митці». УМДМ, м. Київ.
- 2003 Всеукраїнська виставка «Жінки України-митці». Обласний художній музей, м. Черкаси.
- 2003 «Мальовнича Україна». Палац мистецтв, м. Львів.
- 2003 Сучасне професійне декоративне мистецтво України. Трансформація образу. АРТ-проект № 1 у Європі. 200 майстрів. 1000 творів. Культурно-мистецький центр «Українській Дім», м. Київ.
- 2003 «Художники України». БХ, м. Київ.
- 2003 Всеукраїнська виставка-проект «Марина-2004», присвячена 210-річчю Одеси та Одеського порту. Морська Арт Галерея.
- 2004 Всеукраїнська виставка «Жінки України-митці». Культурно-мистецький центр «Українській Дім», м. Київ.
- 2004 Всеукраїнська виставка «Мальовнича Україна». Севастопольський художній музей, м. Севастополь.
- 2004 Перша всеукраїнська триєнале художнього текстилю. БХ, м. Київ.
- 2004 П'ята міжнародна художня виставка–конкурс. Бієнале «MARINA-2004». Морська АРТ Галерея Одеського морського торговельного порту. м. Одеса.
- 2004 Всеукраїнська різдвяна виставка. БХ, м. Київ.
- 2007 Всеукраїнська виставка пейзажу, м. Маріуполь, центр сучасного мистецтва та культури ім. А. І. Куїнджі.
- 2007 «Жінки України — митці», м. Київ.
- 2008 П'ятий міжнародний симпозіум живопису. Одеський музей західного та східного мистецтва.
- 2008 Українсько-польський пленер «Слов'яни» в рамках міжнародної програми «Карпатський хребет» проекту «Гуцульщина» Коруна-2008-осінь, с. Татарів, Україна
- 2008 31.10 — 8.11. III International fair-exhibition of contemporary art «Art-Kiev 2008» Ukrainian House. Kiev. Ukraine.
- 2009 Пленер в рамках міжнародної програми «Карпатський хребет» проекту «Словяни» «Шаян-2009-весна». м. Хуст, Україна.
- 2009 Шостий міжнародний симпозіум живопису 2009. с. Драгобрат, Україна.
- 2009 Міжнародний мистецький пленер «Хортиця крізь віки 2009». м. Запоріжжя, Україна.
- 2010 Всеукраїнський мистецький пленер «Хортиця крізь віки 2010», м. Запоріжжя, Україна.
- 2010 Всеукраїнська художня виставка «Мальовнича Україна», м. Кмитів, Житомирська обл.
- 2011 Міжнародний мистецький пленер «Хортиця крізь віки 2011», м. Запоріжжя, Україна.
- 2012 Міжнародний мистецький пленер «Хортиця крізь віки 2012», м. Запоріжжя, Україна.
- 2012 3-й Весняний пленер «Аквамарин 2012», м. Севастопіль, галерея «Южный Эрмитаж»
- 2012 4-й Осінній пленер «Аквамарин 2012», м. Севастопіль, галерея «Южный Эрмитаж»
- 2012 Друга Всеукраїнська виставка портрета «Історичні постаті майбутнього». Київ
- 2012 Всеукраїнська художня виставка «Шляхами творчості» 2012 Київ-Чернігів
- 2012 Всеукраїнська Різдвяна художня виставка. Україна, Київ, ЦБХ.
- 2013 Всеукраїнська художня виставка «Мальовнича Україна» до дня народження Т. Г. Шевченка.
- 2013 V Всеукраїнська Триєнале Живопису. Київ-2013.
- 2013 Всеукраїнська виставка до дня художника. Україна, Київ, ЦБХ.
- 2013 ІІІ Міжнародний мистецький пленер. Україна, м. Суми, галерея «Академічна» [Архівовано 9 грудня 2021 у Wayback Machine.].
- 2014 Всеукраїнський культурно-мистецький проект «Мальовнича Україна» до дня народження Т. Г. Шевченка. Україна, Черкаси.
- 2015 Благодійна виставка живопису. Для потреб бійців АТО що перебувають на лікуванні у Головному військовому клінічному госпіталі м. Київ. 1-12 лютого 2015. Український дім, малий зал.
- 2016 Сьома Всеукраїнська виставка. " Україна від Трипілля до сьогодення в образах сучасних художників. Присвячується Революції Гідності 2014—2015 та Вітчизняній війні… " Виставка експонувалася з 22 січня по 7 лютого 2016.ЦБХ НСХУ в Києві.
- 2016 Виставка " Київський міф ". Галерея "Хлібня. " Національний заповідник " Софія Київська " 29 травня 2016.
- 2016 Українська Триєнале живопису 2016. 9. 06.- 3. 07. ЦБХ. м. Київ.
- 2017 Всеукраїнська виставка Абстрактний живопис України. З 27 квітня по 14 травня 2017 р. ЦБХ. м. Київ.
- 2017 Національний музей Київська картинна галерея Мистецький центр «Шоколадний Будинок». Виставка сучасних вірменських художників «Вірменія сьогодні».
- 2017 Всеукраїнська Різдвяна виставка
- 2018 Художники Києва — рідному місту. ЦБХ, НСХУ з 18 по 27 травня 2018.
- 2019 Всеукраїнська Триєнале живопису 2019 ЦБХ. м. Київ.

## Місце знаходження творів
- Національний музей українського народного декоративного мистецтва. м. Київ.
- Вінницький художній музей. м. Вінниця.
- Стаханівський історико-художній музей. Луганська обл.
- Бориспільський історико-краєзнавчий музей. Київська обл.
- Фастівський краєзнавчий музей. Київська обл.
- Чигиринський історико-культурний заповідник. Черкаська обл.
- Чернігівський художній музей.
- Ніжинський краєзнавчий музей. Чернігівська обл.
- Острозький історико-культурний заповідник. Рівненьська обл. [Архівовано 2 квітня 2022 у Wayback Machine.]
- Севастопольський художній музей. АР Крим.
- Фонд спілки художників РФ, м. Москва.
- Яготинський історичний музей. Київська обл.
- Літературно-меморіальний буд.-музей М.Заньковецької. м. Київ.
- Дирекція виставок НСХУ. м. Київ.
- Галерея «Лавра». Київська міська державна адміністрація. м. Київ.
- Дирекція художніх виставок України. м. Київ.
- Галерея «Триптих». м. Київ [Архівовано 20 грудня 2021 у Wayback Machine.].
- Картинна галерея краєзнавчого музею селища Ясеня, Рахівського району, Закарпатської області. [Архівовано 20 грудня 2021 у Wayback Machine.]
- Запорізький обласний художній музей.
- Галерея «Южний Ермітаж», м. Севастопіль. [Архівовано 9 грудня 2021 у Wayback Machine.]
- Херсонський художній музей ім. А. А. Шовкуненко.
- Будинок культури м. Тихорецьк, Росія, Краснодарський край.
- Музей сучасного мистецтва України, м. Київ.
- Кмитівський музей образотворчого мистецтва ім. Й. Д. Буханчука. Україна, Кмитів.
- Дім музей А. П. Чехова в місті Суми. Україна.
- Музей Тараса Шевченка. Торонто, Канада